# Obusite
 Mise en garde médicale
L’obusite (du français « obus », le suffixe « -ite » ne désignant pas ici une inflammation), en anglais : shell shock (« choc de l'obus »), est une association de troubles psychiques et physiques observés chez certains soldats de la Première Guerre mondiale, essentiellement dans le contexte de la guerre de tranchées ; il s'agit d'un syndrome de la catégorie des stress post-traumatiques.

## Étymologie
Le terme d'« obusite » est inventé et utilisé lors de la Première Guerre mondiale, lorsque sont apparus de nouveaux patients atteints de maladies nouvelles (ils sont également dénommés « pithiatiques »). Les traumatismes psychiques étaient mal connus à l'époque, il est donc question de « commotion », de « choc émotionnel », de « syndrome des éboulés, », de « plicaturés » ou de victimes de l'« obusite ». D'autres noms ont aussi été donnés à l'obusite, comme « traumatophobie » ou névrose de guerre.
Au XXIe siècle, le terme « obusite » n'est plus utilisé et fait automatiquement référence aux soldats de la Grande Guerre. L'obusite est un « trouble de stress post-traumatique » (TSPT), des cauchemars persistent longtemps après un événement, faisant constamment revivre une expérience terrorisante. Les soldats sont les plus touchés par un TSPT.

## Causes
Il était supposé que l'obusite résultait de plusieurs facteurs impliquant le stress et l'anxiété, ce qui inclut : excès de stress et de peur dus aux bombardements incessants, peur d'être déchiqueté, peur d'être enseveli, peur répétée d'être violemment tué. Selon un médecin militaire psychiatre allemand (nom inconnu) « L'instinct de conservation se rebelle contre la guerre. »
En outre, l'onde de choc d'une bombe peut provoquer un traumatisme crânien et endommager le tissu cérébral, avec pour conséquence un abaissement du seuil de tolérance au stress.

## Symptômes

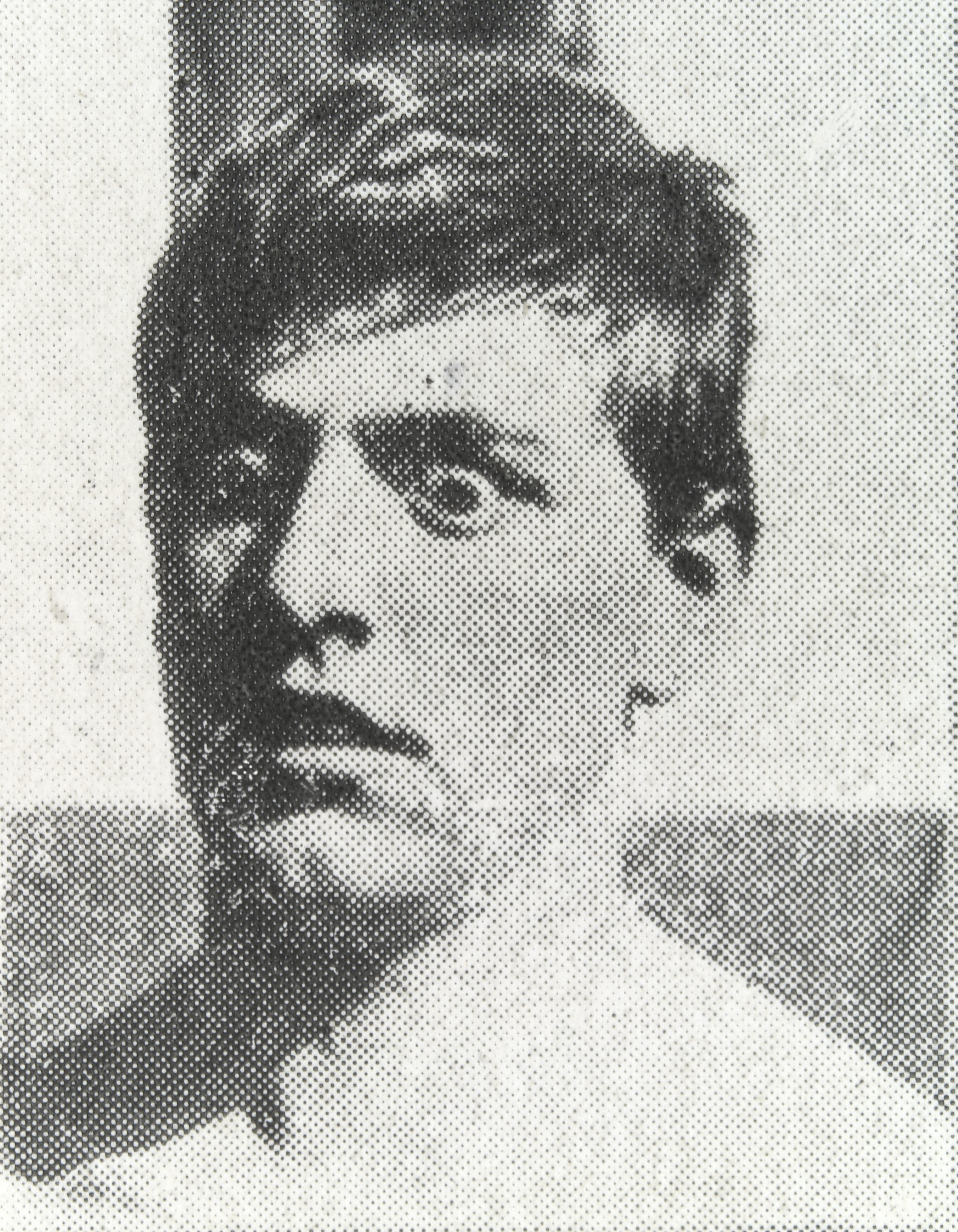
Ancien combattant vraisemblablement atteint d’obusite.

Des états post-traumatiques dus aux combats ont été décrits bien avant l'utilisation des obus explosifs. On en trouve mention dans l'Épopée de Gilgamesh, chez Homère et Hérodote, avant que les médecins des guerres napoléoniennes ne parlent de « vent du boulet »,.
Les symptômes, peu analysés par les médecins militaires des périodes antérieures, apparaissaient chez des soldats des tranchées atteints par l'onde de choc d'une explosion (obus, bombe, mine, grenade…), voire ensevelis sous les retombées de l'explosion et qui après avoir été dégagés, étaient retrouvés dans une attitude et position mutiques (parfois sourds ou muets, ou aveugles), parfois pliés en deux ou en position accroupie avec incapacité de se relever (c'est l'abasie des « plicaturés vertébraux » selon une dénomination des médecins militaires), parfois totalement paralysés ou hémiplégiques ou paraplégiques, alors même que l'examen clinique ne montrait aucune lésion capable d'expliquer ces attitudes.
Il s'agirait d'affections psychosomatiques, que certains psychiatres décrivent sous de nouveaux noms, tels les « myocloniques rythmiques », « météoriques abdominaux », « spondylitiques » ou « éructants avec régurgitation alimentaire » de Jean Athanase Sicard (en) (1872-1929), chef du service de neurologie de la 15e région militaire, basé à Marseille.
L'obusite pouvait encore se caractériser par des tremblements incontrôlés plus ou moins intenses, avec des malades atteints de vomissements incontrôlables (les « vomisseurs »), de « chorée rythmique » (se tordant en tous sens), de violentes « contractures » leur tordant les mains ou les pieds (varus équin), ou encore de syndromes de folie inconnus qui donnèrent le nom de « psychose des barbelés ». La commotion peut s'accompagner d'un regard vide, émotionnellement détaché, que la langue anglaise nommera plus généralement « thousand-yard stare ».
Elle peut s'accompagner également d'un rictus (voir photo ci-dessus) que les tommies surnommèrent « trench-happy »,. Certains auteurs séparent plus nettement obusite (shell-shock) et stress post-traumatique : le premier demeure temporaire alors que le second atteint durablement la victime,.

## Accusations de simulation
Cette absence d'apparente relation de cause à effet a fait accuser de nombreux soldats de simulation ; ces soldats « suggestionnés » ou supposés simulateurs étaient classés dans une catégorie de troubles relevant du « pithiatisme », qui seraient une nouvelle forme d'hystérie, associée à des « troubles nerveux d'ordre réflexe » (selon Babinski en 1917).
De nombreux médecins, tels le neurologue Jean Athanase Sicard jugent que les malades mentent. Des noms paradoxaux de nouveaux syndromes sont inventés : « simulation inconsciente », « simulation de création » ou de « simulation de fixation ». Une hypothèse posée à l'époque par le médecin-chef Antoine Porot (neuropsychiatre) est qu'il s'agirait d'une maladie commençant avec une « attitude réflexe antalgique » qui se fixe ensuite lors d'un stade hystérique avec ensuite des « complications articulaires qui incitent le sujet à persévérer ».
Les malades sont même anesthésiés au chloroforme, non pas pour les soulager, mais pour dépister les simulateurs, sous la menace du conseil de guerre pour ceux qui refuseraient. Certains des malades perdent leurs rigidité et contractures, provisoirement durant l'anesthésie. Parfois la menace de l'anesthésie ou du Conseil de guerre fait disparaître la contracture, ce qui renforce le point de vue de la Société de neurologie qui, « depuis le 21 octobre 1915, […] recommande que les sujets atteints de troubles fonctionnels ne soient ni réformés ni pensionnés ni évacués mais traités sur place et renvoyés au front » tout en émettant le vœu que les « simulateurs, exagérateurs et persévérateurs » soient envoyés « vers des services spéciaux et soumis à une direction médicale compétente et à une discipline militaire sévère ».
Dans l'Armée britannique, le psychologue consultant Charles Myers (en) définit en 1916 le shell-shock, classé comme traumatisme mental. Il préconise des centres spécialisés de repos, près de la ligne de front. L'expérience demeure néanmoins sans lendemain. 80 000 soldats britanniques furent traités pour ces traumatismes durant la Première Guerre mondiale dont 12 400 dans le seul Maudsley Hospital (en), le plus grand hôpital psychiatrique de Londres.

## Traitements
Les médecins militaires avaient pour mission de renvoyer le plus possible de ces soldats au front, et de détecter ceux qui pourraient simuler pour éviter les combats.

### Le torpillage électrique
Certains neuropsychiatres militaires de l'époque jugent que, les pithiatiques étant des hystériques, ils sont « fonctionnels » et curables par contre-suggestion. Ces neuropsychiatres ont rapidement mis au point de nouveaux traitements et inventions consistant par exemple à emprisonner les personnes recourbées dans des carcans redresseurs ou à soumettre les pithiatiques à un « traitement faradique » ou « torpillage électrique » (impulsions électriques). Ce traitement était en France par exemple appliqué par le Service de santé des armées au fort Saint-André à Salins-les-Bains dans le Jura, avec un « centre d'entraînement » pouvant accueillir jusqu'à environ 200 pithiatiques guéris. Aucun effet positif n'a été démontré à moyen terme ; les soldats ayant momentanément surmonté leurs symptômes voyaient leurs contractures revenir. Plusieurs des malades de ce centre ayant refusé ce traitement, ils sont d'abord mis en isolement plusieurs jours, sont ensuite qualifiés d'« hystériques invétérés » puis dénoncés par le Dr Gustave Roussy, pour finalement être passés en conseil de guerre.